# Dagmar Heurlin
Dagmar Heurlin (uttalas [hörlín]), född Malmgren 24 april 1919 i Lidingö, död 22 september 2008 i Hässelby i Stockholm, var en svensk kammaråklagare och högerpolitiker.

## Biografi
Efter studentexamen i Lidingö 1937 blev hon jur. kand. vid Stockholms högskola och genomgick högre polischefsutbildning 1952–1953. Hon var landsfogdeassistent i Örebro län 1950–1951, stadsfiskalsassistent i Stockholm 1951–1952 och 1953–1960, tf bitr stadsfiskal där 1950 och blev eo kammaråklagare 1965.
Heurlin var ledamot av riksdagens andra kammare från 2 november 1965 till 15 oktober 1968, invald i Stockholms kommuns valkrets för dåvarande Högerpartiet - senare Moderaterna. I maj 1968 anslöt hon sig till KDS (numera Kristdemokraterna) och var under en period en av partiets portalfigurer vid sidan av Birger Ekstedt och Lewi Pethrus och senare i början av Alf Svenssons partiledarperiod. Sedan hon lämnade högerpartiet i maj 1968 var hon sin sista tid i riksdagen formellt "vilde". Även om hon ej var invald på detta partis lista skulle hon därmed dessa månader kunna sägas ha varit "den första KDS:aren i riksdagen".
Senare kom hon att distansera sig från Alf Svensson som hon menade hade "kastat den gamla kristdemokratiska ideologin" överbord. 2006 framträdde hon i Dokument inifrån dokumentären Bögfaktorn om Kristdemokraterna och där hon riktade mycket stark kritik mot partiledningen för förvandlingen av partiet från ett genuint moral-, kultur och socialkonservativt parti till ett sekulariserat liberalt parti.
| ”                                           | Tackar man nej till Gud och Guds välsignelse över människorna, så går det åt helvete. | „ |
| – Dagmar Heurlin i dokumentären Bögfaktorn, |                                                                                       |   |

Heurlin var genuint kultur- och socialkonservativ med ett starkt socialt patos och hade ett stort socialt engagemang och det var hon som på sin tid gav den gravt kriminelle missbrukaren Åke Wallin åtalseftergift under löfte att han sökte vård och rehabilitering hos Lewi Pethrus stiftelse för filantropisk verksamhet. Wallin blev sedan omvänd och en uppmärksammad väckelsepredikant. Heurlin var även starkt engagerad i Svenska Kyrkan.
Heurlin var dotter till rektorn Martin Malmgren och Anna Skoglund samt gifte sig 1939 med rådmannen Per Heurlin (1912–1999).  Hon är begravd på Lovö skogskyrkogård.